# 킬히베르크
킬히베르크(독일어: Kilchberg)는 스위스 취리히주 호르겐구에 있는 자치체이다. 킬히베르크는 지역 묘지가 있는 곳이다.

## 역사
킬히베르크는 1248년 Hilchberch로 처음 언급되었다. 1250년에 그것은 Kilchperch로 언급되었다. 그것은 킬히베르크가 마을의 한 부분이었던 Bendlikon(1250년에 Benklinkon으로 처음 언급됨)의 중세 마을에서 성장했다.

## 지리
킬히베르크의 면적은 2.6k㎡이다. 이 면적 중 26.5%는 농업용으로 사용되고 1.9%는 산림이다. 나머지 토지 중 71.2%는 정착지(건물 또는 도로)이고 나머지(0.4%)는 비생산적(강, 빙하 또는 산)이다. 1996년 주택과 건물이 전체 면적의 58.1%를 차지했고, 나머지(13.2%)는 교통 기반시설이 차지했다. 2007년 기준으로 전체 시정촌 면적의 74.9%가 어떤 형태로든 건설되고 있다.

## 인구통계

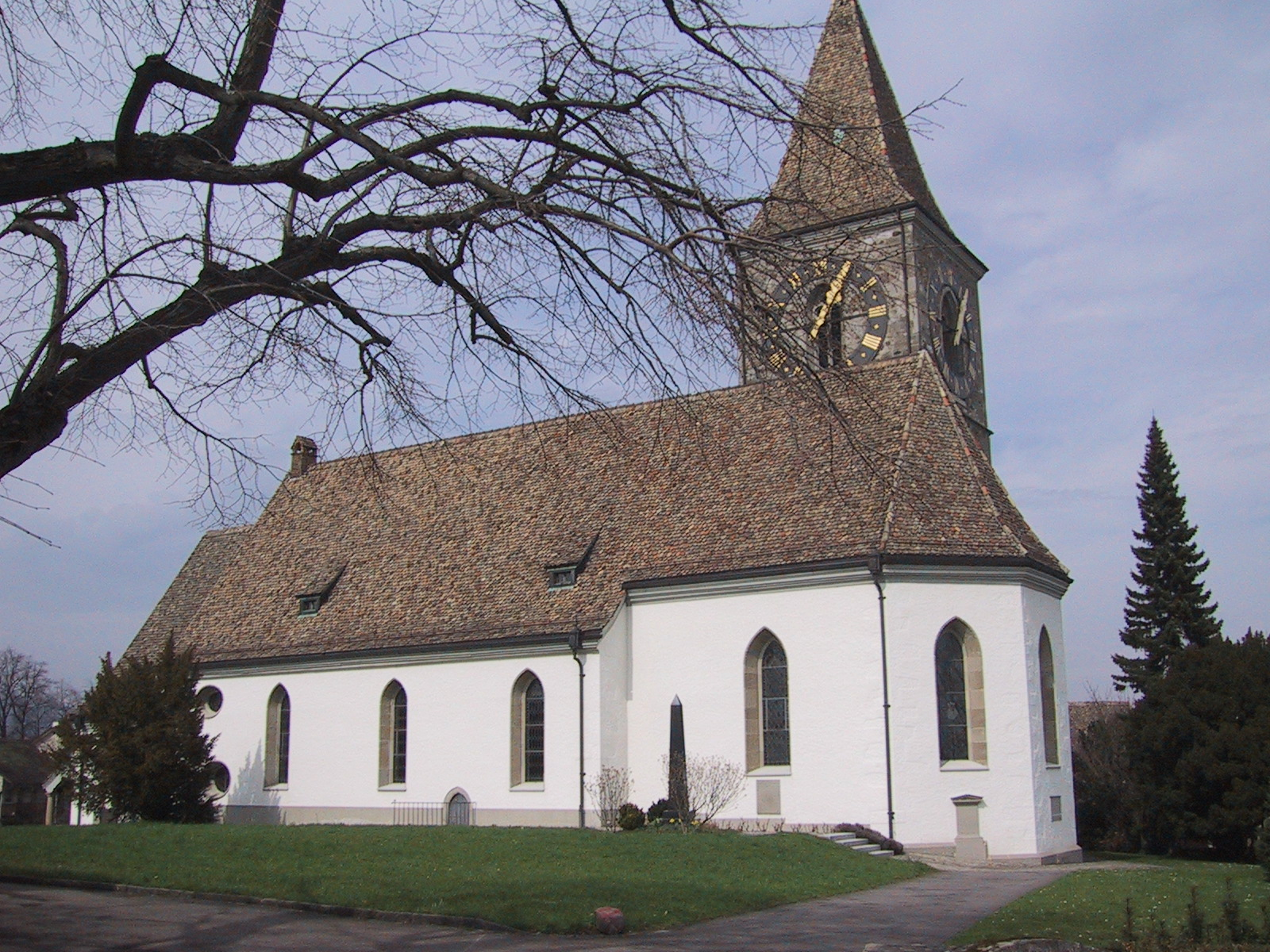
킬히베르크 교회

2020년 12월 31일 기준, 킬히베르그의 인구는 9,207명이다. 2007년 기준으로 전체 인구의 21.2%가 외국인이다. 2008년 기준으로 인구의 성별 분포는 남성 48.1%, 여성 51.9%였다. 지난 10년 동안 인구는 연간 1.8%의 비율로 증가했다. 2000년 기준, 인구 대부분은 독일어(84.0%)를 사용하며, 영어가 두 번째로 많이 사용(4.1%)되고, 이탈리아어가 세 번째(2.8%)로 사용된다.
2007년 총선에서 가장 인기 있는 정당은 30.8%의 득표율을 기록한 SVP였다. 다음으로 가장 인기 있는 3개 정당은 FDP (27.4%), SPS (12.5%), CSP (10.2%)였다.
인구의 연령 분포(2000년 기준)는 어린이와 청소년(0~19세)이 전체 인구의 17.2%, 성인(20~64세)이 63%, 노인(64세 이상)이 19.8%를 차지한다. 인구의 약 84.7%(25-64세)는 필수가 아닌 고등교육 또는 추가 고등교육(대학 또는 응용학문대학)을 완료했다.  킬히베르그에는 3,512가구가 있다.
2008년 기준으로 킬히베르크에는 1,928명의 가톨릭 신자와 2,786명의 개신교 신자가 있었다. 2000년 인구 조사에서 종교는 몇 가지 더 작은 범주로 분류되었다. 인구 조사에서 44.3%는 일종의 개신교였으며, 42.7%는 스위스 개혁 교회에, 1.6%는 다른 개신교 교회에 속했다. 인구의 28.1%가 가톨릭 신자였다. 나머지 인구 중 0%는 이슬람교도, 6.3%는 다른 종교(목록에 없음), 3.3%는 무교, 17.3%는 무신론자 또는 불가지론자였다.
역사적 인구는 다음 표에 나와 있다.
| 년도 | 인구    |
| ---- | ------- |
| 1467 | 43 가구 |
| 1634 | 286     |
| 1671 | 515     |
| 1722 | 617     |
| 1836 | 958     |
| 1850 | 1,141   |
| 1900 | 1,951   |
| 1950 | 5,474   |
| 1970 | 7,546   |
| 1990 | 7,081   |
| 2000 | 7,197   |
| 2010 | 7,454   |
| 2020 | 9,189   |

## 산업

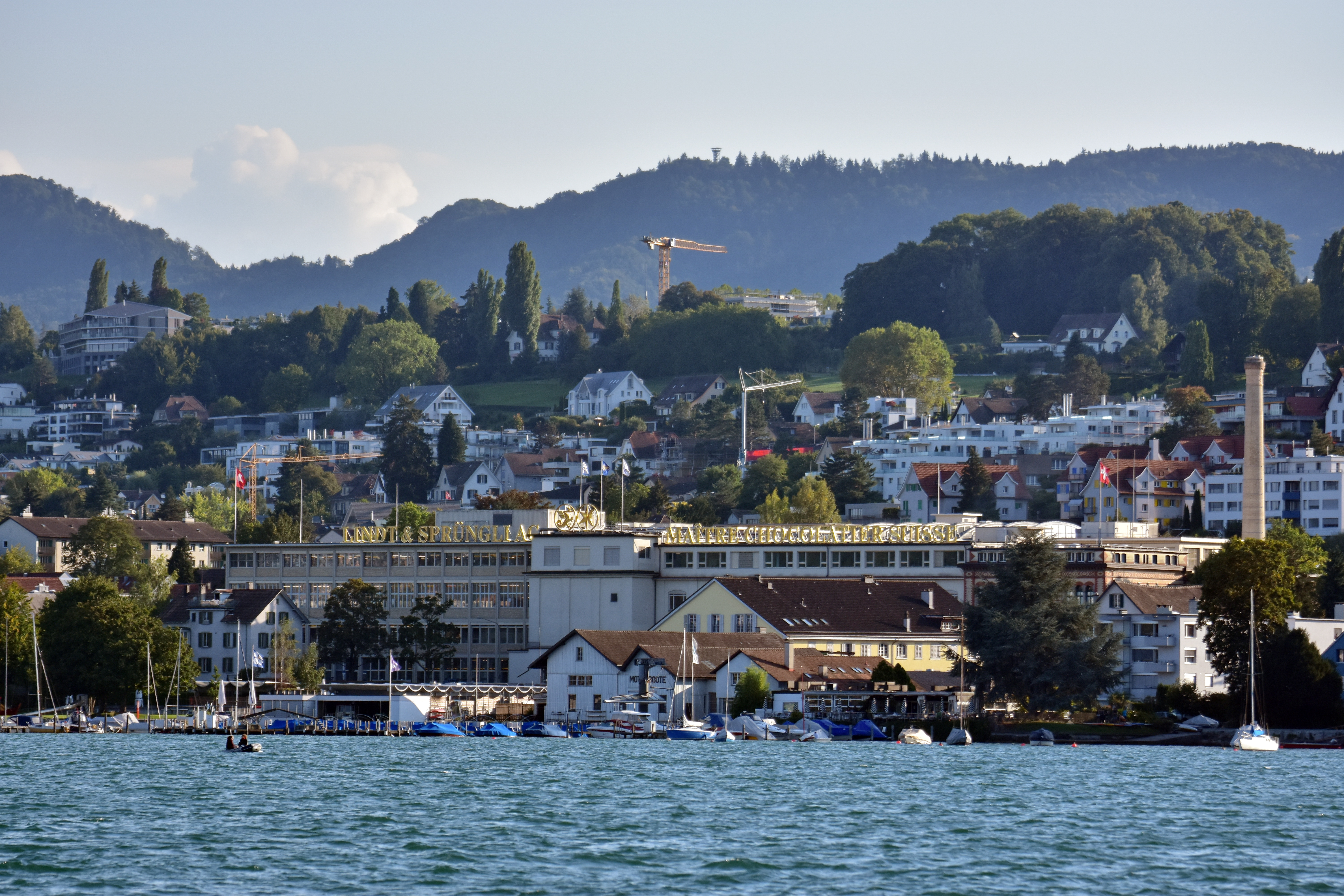
린트 & 슈프륀글리 킬히베르크

킬히베르크는 제과업체 린트 & 슈프륀글리의 본사가 있는 곳이다.
킬히베르크의 실업률은 1.64%이다. 2005년 기준으로 1차 경제 부문에 118명이 고용되어 있으며, 이 부문에 약 11개 기업이 참여하고 있다. 1,479명이 2차 부문에 고용되어 있고, 이 부문에 48개의 기업이 있다. 1,983명이 3차 부문에 고용되어 있으며, 이 부문에는 306개의 기업이 있다. 2007년 기준으로 노동 인구의 65%가 상근직이고, 35%가 시간제 근로자이다. 킬히베르크는 크렌켄하우스 사니타스(Krankenhaus Sanitas) 사립 병원이 위치해 있다.

## 교육
공립학교(초등학교 및 중학교)는 코뮌의 교육위원회에서 감독한다. 이사회는 선출된 9명의 위원으로 구성된다.

### 공립학교
킬히베르크에 있는 공립학교는 다음과 같다.
- 브루넨무스 AC
- 알테 슈트라세
- 게마인데하우스
- 도르프슈트라세

### 국제학교
미국 교과 과정의 사립 국제학교인 취리히 국제학교 (ZIS)는 킬히베르그에 유아 센터와 킬히베르크 중학교의 두 캠퍼스가 있다. 취리히의 미국 국제 학교는 이전에 킬히베르크에 있었다. 취리히주의 초등학교 담당국(Volksschulamt)은 중등과 고등교육에 ZIS를 승인하지 않았다. (Sekundarstufe I aka Sekundarschule, Sekundarstufe II aka Mittelschule ). 따라서 고등학교도 스위스 연방의 승인을 받지 못했다.

## 교통
킬히베르크역은 S8과 S24 라인 (시간당 4개)이 운행되는 취리히 S-반의 정류장이다.
킬히베르크는 161번 버스로 취리히와 연결되어 있다. 162번 버스는 킬히베르크 슈피탈과 킬히베르크역을 연결하고, 163번 버스는 킬히베르크, 오베레 호른할데 및 킬히베르크역 사이를 운행한다.
취리히호 해운에서 운영하는 관광 보트 여행도 여기에서 취리히와 라퍼스빌로 항해한다.

## 유명인

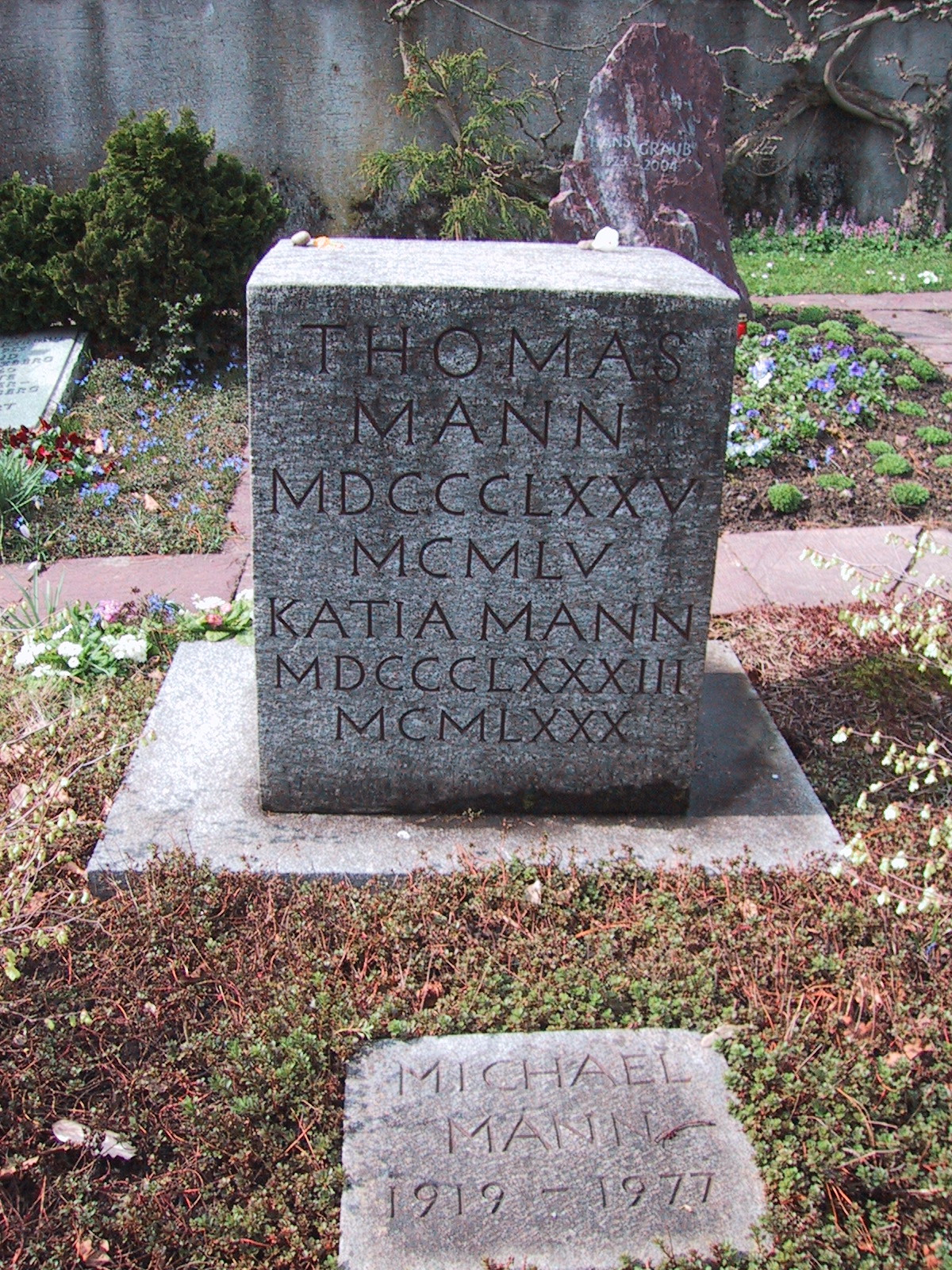
킬히베르크의 토마스 만 묘지

- 독일 작가 토마스 만은 제2차 세계대전 이후 유럽으로 돌아와 고향인 킬히베르크에 묻혔다.
- 스위스 작가 콘라트 페르디난트 마이어는 1825년 10월 11일 취리히에서 태어나, 1898년 11월 28일 킬히베르크에서 사망했다. 그를 기리기 위해 킬히베르크에 CF 마이어 박물관이 있다.
- 스위스계 독일인 초콜릿 장인 다비드 슈프륑글리-슈바르츠와 그의 아들은 취리히에서 태어나, 공장을 소유하고 있었고 킬히베르크에서 사망했다. 그들의 초콜릿 회사 린트 & 슈프륀글리(가장 일반적으로 린트로 알려져 있음)는 세계적으로 유명하다.